# 三好幸信
三好幸信(1615年9月6日—1667年8月12日)是江戶時代前期的武士，出身於出羽國龜田藩。他是真田信繁(幸村)三男。

## 生平
慶長20年（1615年）大阪夏之陣中，在支持豐臣方的父親信繁和兄長真田幸昌戰死後的兩個月，即元和元年（1615年）7月14日，在京都出生。母親是隆清院（豐臣秀次女兒）。
由於出生時的情況，他不敢使用真田姓，而使用外祖父豐臣秀次的舊姓三好，名為三好左次郎。
後來，他被送至姐姐御田姬的丈夫、出羽國龜田藩主岩城宣隆的家中。成年後，他被賜名為三好左馬之介幸信，賜予380石的俸祿。
寛文7年（1667年）6月23日去世，享年53歲。